# 25073 Lautakshing
25073 Lautakshing è un asteroide della fascia principale. Scoperto nel 1998, presenta un'orbita caratterizzata da un semiasse maggiore pari a 2,5295098 UA e da un'eccentricità di 0,0913158, inclinata di 2,60030° rispetto all'eclittica.